# 和歌山県道171号宮崎古江見線
和歌山県道171号宮崎古江見線（わかやまけんどう171ごう みやざきこえみせん）は、和歌山県有田市を通る一般県道である。

## 概要
有田市宮崎町から有田市古江見に至る。

### 路線データ
- 起点：和歌山県有田市宮崎町
- 終点：和歌山県有田市古江見（安諦橋南詰交差点、和歌山県道20号有田湯浅線交点）
- 実延長：4.4 km

## 地理

### 通過する自治体
- 和歌山県
  - 有田市

### 交差する道路
| 交差する道路             | 交差する場所 | 交差する場所            |
| ------------------------ | ------------ | ----------------------- |
| 国道42号                 | 宮崎町       | [ 注釈 1 ]              |
| 和歌山県道20号有田湯浅線 | 古江見       | 安諦橋南詰交差点 / 終点 |

### 沿線
- 有田港
- 有田市立田鶴小学校
- 有田川